# Zbrodnie w Bruckenthalu
Zbrodnie w Bruckenthalu – zbrodnie dokonane przez ukraińskich policjantów i oddział Ukraińskiej Powstańczej Armii przy współudziale ludności ukraińskiej na polskich i niemieckich mieszkańcach wsi Bruckenthal, położonej w powiecie rawskim województwa lwowskiego. Ich ofiarą padło ponad 200 osób.

## Tło zbrodni
Bruckenthal był kolonią niemiecką założoną w 1786 roku. W 1921 roku liczył 385 mieszkańców, głównie Niemców. W 1940 roku większość Niemców została przesiedlona do Rzeszy. Ich domy zostały przejęte przez okoliczną ludność, przeważnie polską. W 1943 roku we wsi mieszkało 10 rodzin niemieckich, 10 ukraińskich i 45 polskich.
W 1943 roku pod wpływem doniesień o napadach rabunkowych i atakach UPA, niemiecka administracja wsi, nie ufając ukraińskiej policji pomocniczej, uzbroiła ludność Bruckenthalu w karabiny, tworząc rodzaj samoobrony. W jej skład oprócz Niemców wchodziło kilkunastu Polaków. Między policją ukraińską a administracją i samoobroną dochodziło do różnych zatargów.

## Przebieg zbrodni
Według świadectw zgromadzonych przez Stowarzyszenie Upamiętnienia Ofiar Zbrodni Ukraińskich Nacjonalistów, w szczególności według wspomnień ks. Michała Darowskiego, pod koniec 1943 roku grupa Ukraińców dokonała nocnego napadu na 3 domy położone pomiędzy Bruckenthalem a ukraińską wsią Chlewczany. Zginęło 16 osób z rodzin Wolfów, Łuszkiewiczów i Jardeckich.
W marcu 1944 roku dokonano napadu rabunkowego na dom wójta Schillera. Prowadząca dochodzenie policja ukraińska skierowała oskarżenie na członka samoobrony, Polaka Stanisława Szotę. Pomimo wzięcia go w obronę przez Niemców, Szota został aresztowany. Kilka dni później jego zmasakrowane zwłoki znaleziono w pobliżu grobli.
Administracja Bruckenthalu podjęła w tej sprawie interwencję w gestapo w Rawie Ruskiej. We wsi spodziewano się wizyty gestapowców mających przesłuchać ukraińskich policjantów. Pod koniec marca 1944 roku wieś została zajęta przez ukraińskich policjantów, sotnię UPA oraz uzbrojonych ukraińskich cywilów z okolicznych wsi. Do zajęcia wsi użyto podstępu – napastnicy przybyli trzema samochodami ubrani w niemieckie mundury. Samoobrona została rozbrojona, następnie dokonano selekcji wśród mieszkańców Bruckenthalu. Ukraińców zwalniano, natomiast Polaków i Niemców zabijano. Zginęło około 200 osób – ponad 100 spalono w drewnianym kościele, pozostałych zamordowano w obejściach. Wszystkie gospodarstwa zostały ograbione i spalone.

## Literatura
- Szczepan Siekierka, Henryk Komański, Krzysztof Bulzacki, Ludobójstwo dokonane przez nacjonalistów ukraińskich na Polakach w województwie lwowskim 1939–1947, Wrocław: Stowarzyszenie Upamiętnienia Ofiar Zbrodni Ukraińskich Nacjonalistów, 2006, s. 757–758, 788–790, ISBN 83-85865-17-9, OCLC 77512897.